# Cockburn Town, Bahamas
Cockburn Town är en distriktshuvudort i Bahamas.   Den ligger i distriktet San Salvador distrikt, i den östra delen av landet, 300 km öster om huvudstaden Nassau. Cockburn Town ligger 6 meter över havet. Den ligger på ön San Salvador Island.